# Johannes Winnertz
Johannes Winnertz (11 février 1800 - 24 juillet 1890 ) est un entomologiste allemand spécialisé dans les mouches ou Diptères ou diptérologue.

## Biographie
Né le 11 février 1800 à Krefeld. À la naissance, on lui a donné le nom de Jean-Jean, plus tard changé son nom en Johannes. L'heure du changement de nom n'est pas connue, mais elle était indiquée sur le certificat de décès. Son père, Pierre Winnerts, était engagé dans la production et la vente de schnaps, sa mère, Anna Margareta Ross, était femme au foyer. En 1825, Winnerz épousa Anna Henriette Höninghaus, qui était la fille du marchand et paléontologue Friedrich Wilhelm Höninghaus[de]. Il meurt le 24 juillet 1890 à Krefeld.

## Activités
Johannes Winnertz travaillait comme marchand à Krefeld. 

### Activité scientifique
Winnerz s'est spécialisé dans l'étude des familles de diptères Cecidomyiidae, Keroplatidae, Mycetophilidae, Sciaridae et Tipulidae. Il a décrit de nombreuses nouvelles espèces de diptères. 

Vers 1867, dans la faune de l'Europe avant lui, 55 espèces de Sciaridae (mouches des terreaux) étaient connues en Europe. Winnertz a édité le groupe et a décrit un total de 131 nouvelles espèces de ces mouches dans une publication de 1867.
La majeure partie de la collection entomologique de Winnerz a été transférée à l'Université de Bonn en 1881 et conservée dans le palais de Poppelsdorf.
Ses collections se trouvent au muséum Senckenberg de Francfort et au musée d'histoire naturelle de Vienne. Certaines parties de la collection du Musée zoologique de Bonn (anciennement partie du Musée d'histoire naturelle de Poppelsdorf, qui n'existe plus sous cette forme, aujourd'hui l'Institut de zoologie de l'Université de Bonn) ont peut-être été détruites pendant la Seconde Guerre mondiale.

## Publications
- Beitrag zur Kenntniss der Gattung Ceratopogon Meigen. 1852
- Beitrag zu einer Monographie der Gallmücken. 1853
- Beitrag zu einer Monographie der Pilzmücken. 1863
- Beitrag zu einer Monographie der Sciarinen. Wien, 1867